# Ойо (штат)
О́йо (англ. Oyo, йоруба Ọyọ) — штат на юго-западе Нигерии. Административный центр — город Ибадан.

## Географическое положение
Общая площадь штата примерно 28 454 км² (занимает 14-е место среди нигерийских штатов). Ландшафт в основном представляет собой горы и плоскогорья (от 500 метров над уровнем моря на юге до 1219 метров на севере).
Крупные реки: Огун, Оба, Ойян, Отин, Офики, Саса, Они, Осун.
Природные объекты: Старый национальный парк Ойо, где находится изначальная область расселения находящихся под угрозой исчезновения гиеновидной собаки.

## История
Ибадан являлся административным центром Западного региона.
В 1948 г. в Ибадане был открыт Ибаданский университет, один из первых вузов в Западной Африке. Штат был образован в 1976 на базе Западного штата. В 1991 г. от штата Ойо был отделён штат Осун.

## Население
Большинство население штата — этнос йоруба (субэтнические группы — ойо, ибадан, ибарапас)
Крупные города — Ибадан, Исейин, Огбомошо, Ойо.

## Административное деление
Административно штат делится на 33 ТМУ:
- Akinyele
- Afijio
- Egbeda
- Ibadan North
- Ibadan North-East
- Ibadan North-West
- Ibadan South-West
- Ibadan South-East
- Ibarapa Central
- Ibarapa East
- Ido
- Irepo
- Iseyin
- Kajola
- Lagelu
- Ogbomosho North
- Ogbomosho South
- Oyo West
- Atiba
- Atisbo
- Saki West (Шаки)
- Saki East
- Itesiwaju
- Iwajowa
- Ibarapa North
- Olorunsogo
- Oluyole
- Ogo Oluwa
- Surulere
- Orelope
- Ori Ire
- Oyo East
- Ona Ara